# Christoffer Lundquist
Carl Christoffer Lundquist, född 16 januari 1970 i Lund, är en svensk musikproducent, låtskrivare och musiker. Han växte upp i Lund som son till statsvetaren Lennart Lundquist.
I Lundquists inspelningsstudio The Aerosol Grey Machine Studio i Vollsjö i Skåne har  långt över hundra skivor spelats in sedan starten 1998, ofta med Lundquist som producent eller inspelningsledare. Förutom Per Gessles senare skivor – Mazarin, Son of a Plumber, En händig man, Party Crasher och Gyllene Tiders Finn 5 fel! – har svenska artister som Moneybrother, Sahara Hotnights, Ulf Lundell, Eldkvarn, Joakim Thåström, Wilmer X, Peter Jöback och Edda Magnason spelat in där.
Lundquist är multi-instrumentalist och har spelat med Per Gessle solo och i Roxette. Han spelar också bas i bandet Brainpool, som han också skrivit en mängd låtar till. Även deras senaste musikalskiva Junk - A Rock Opera spelade han in tillsammans med Jens Jansson och David Birde i sin studio i Skåne.
Som soloartist gav Lundquist 2011 ut sitt debutalbum Through the Window. Han skrev sångerna på skivan tillsammans med Michael Saxell. Han fick vidare som första person Sir George Martin Music Award 2011 på en gala i Malmö.

## Galleri

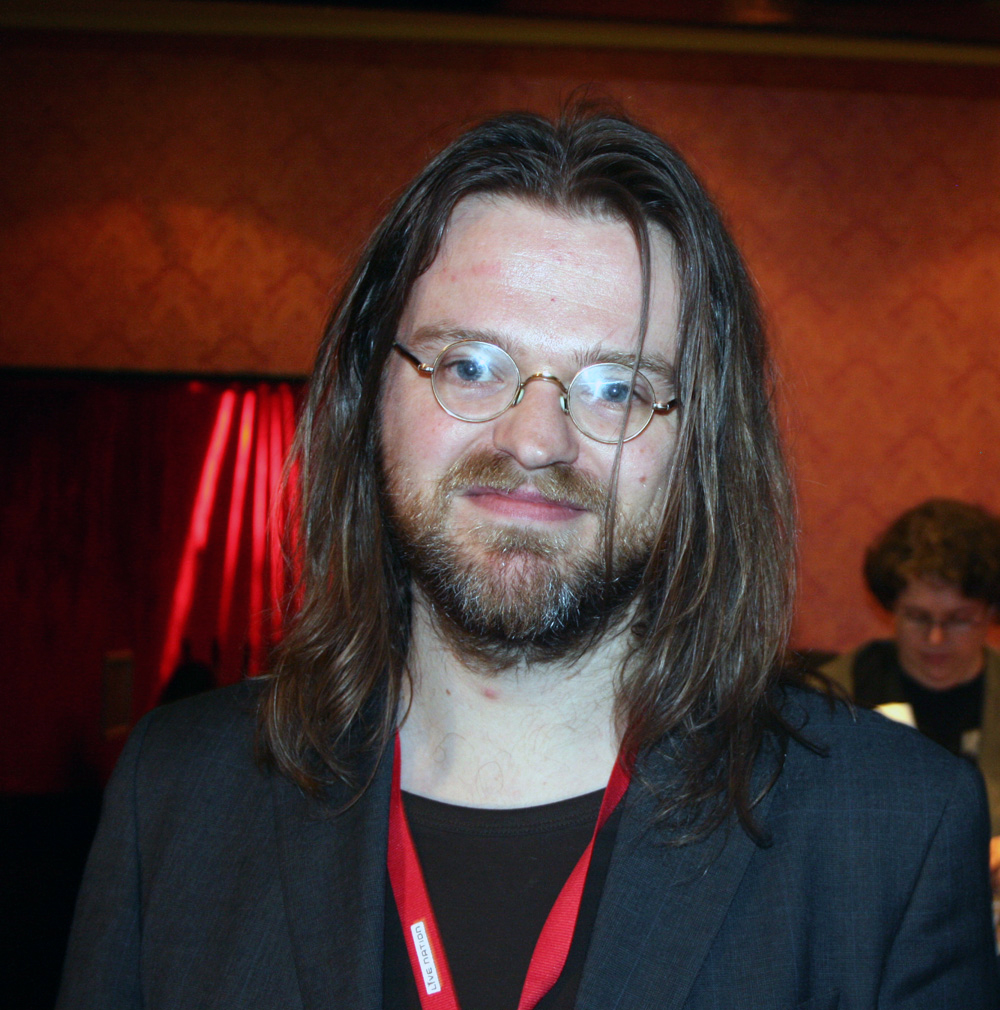
Christoffer Lundquist i Köln 2009.
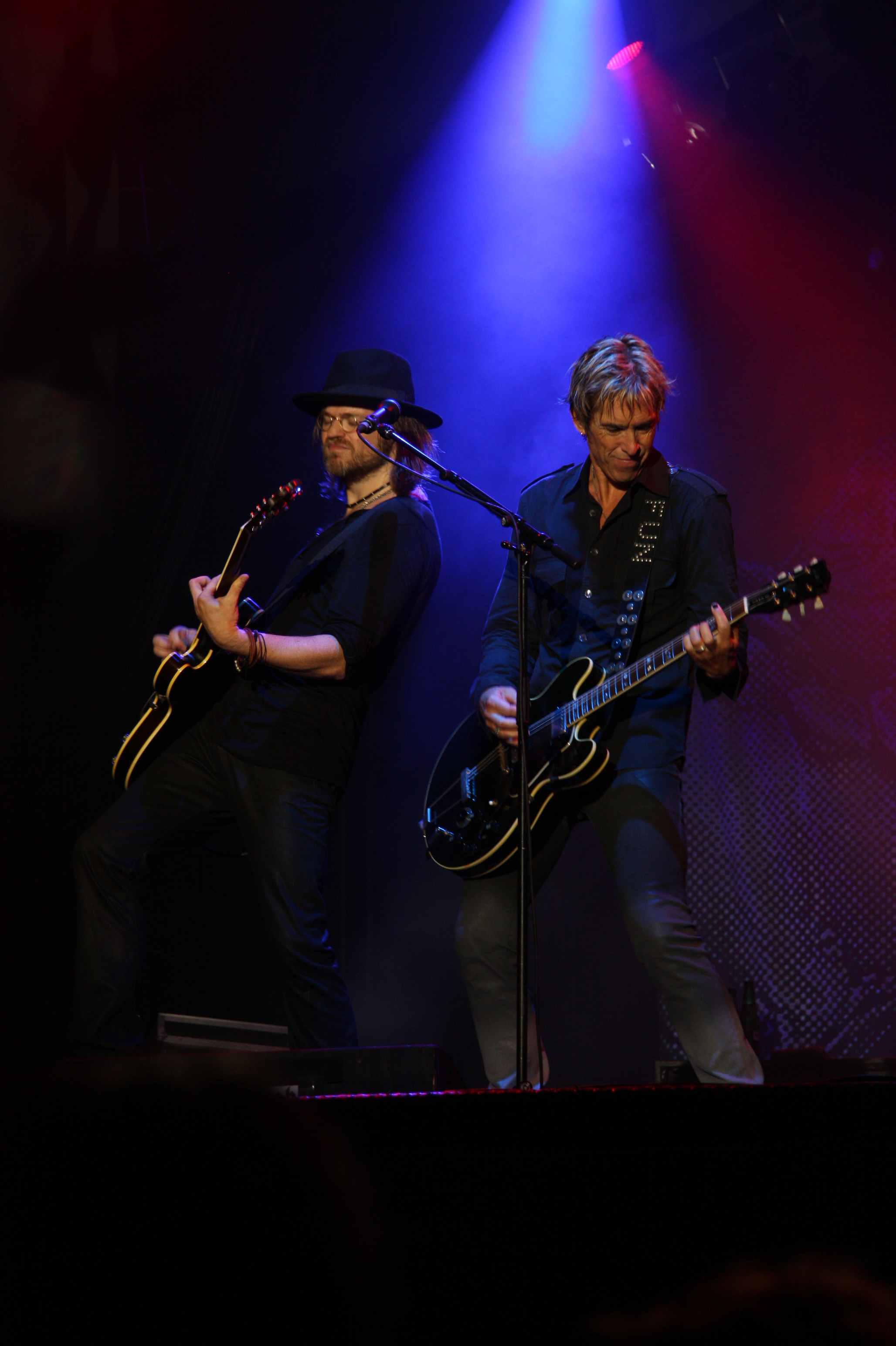
Christoffer Lundquist och Per Gessle med Roxette i Halmstad 14 augusti 2010.
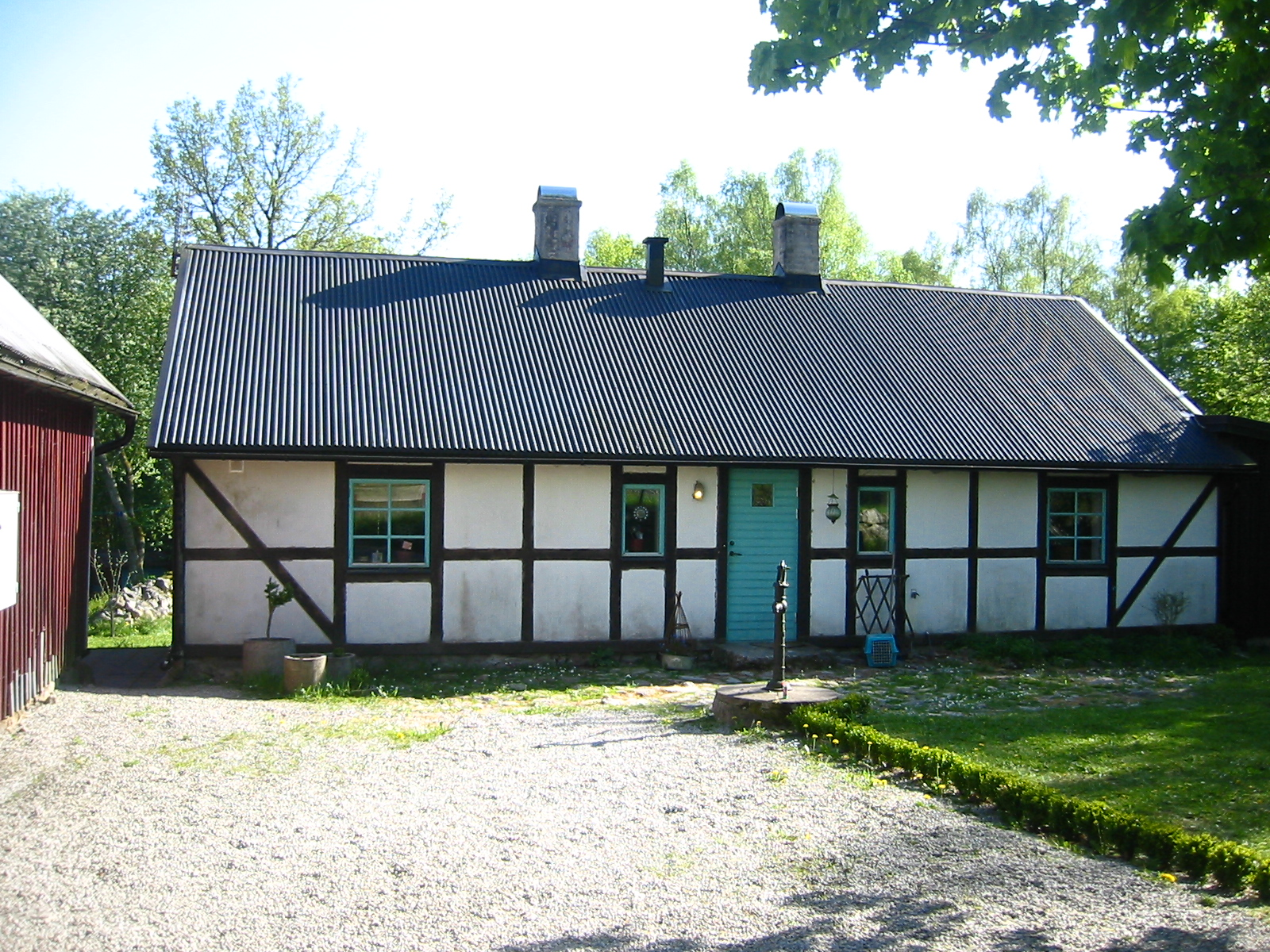
The Aerosol Gray Machine Studio i Vallarum